# Pasmo Radziejowej

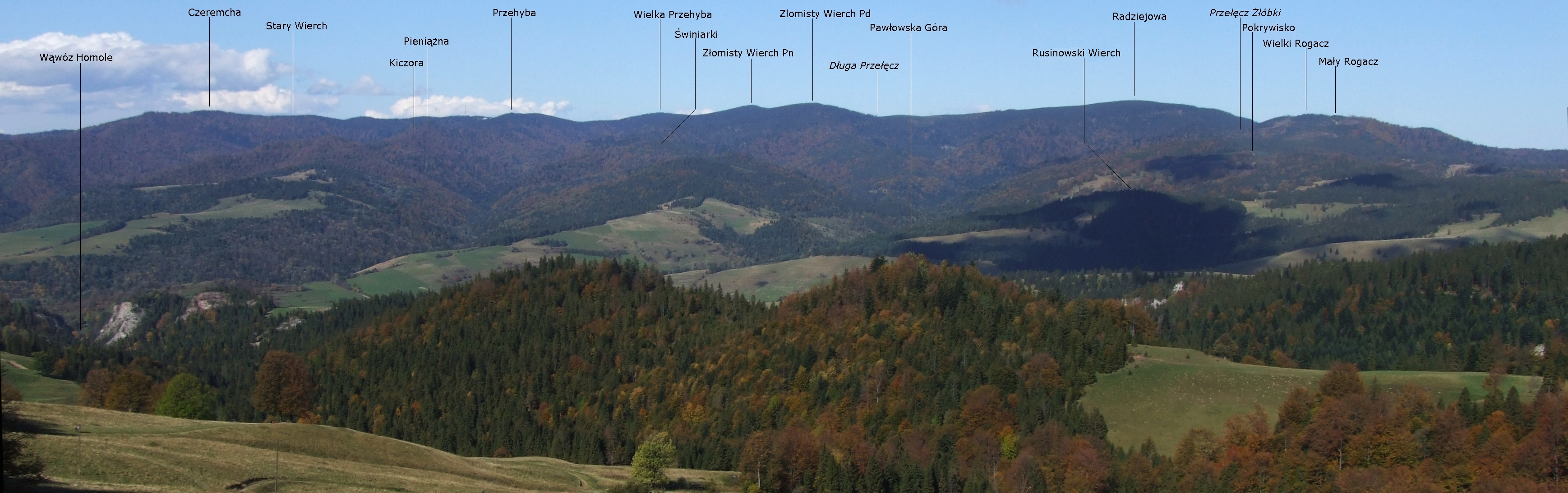
Pasmo Radziejowej, widok spod Wysokich Skałek

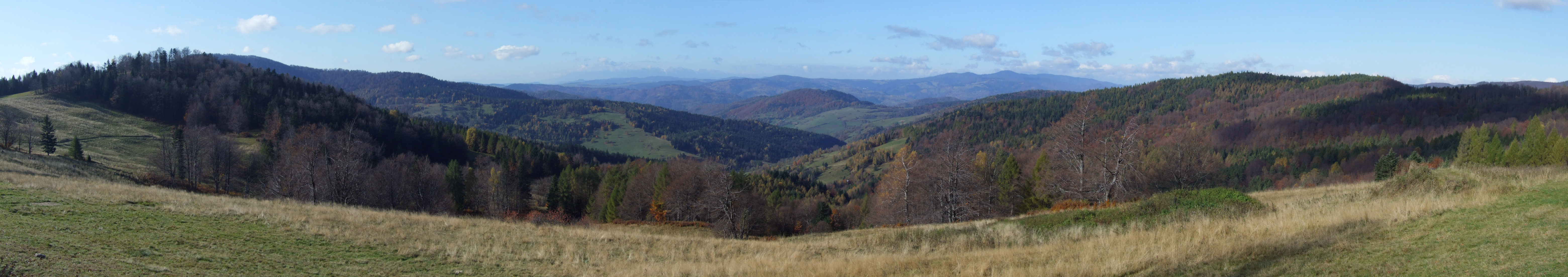
Pasmo Radziejowej widoczne spod Bacówki nad Wierchomlą

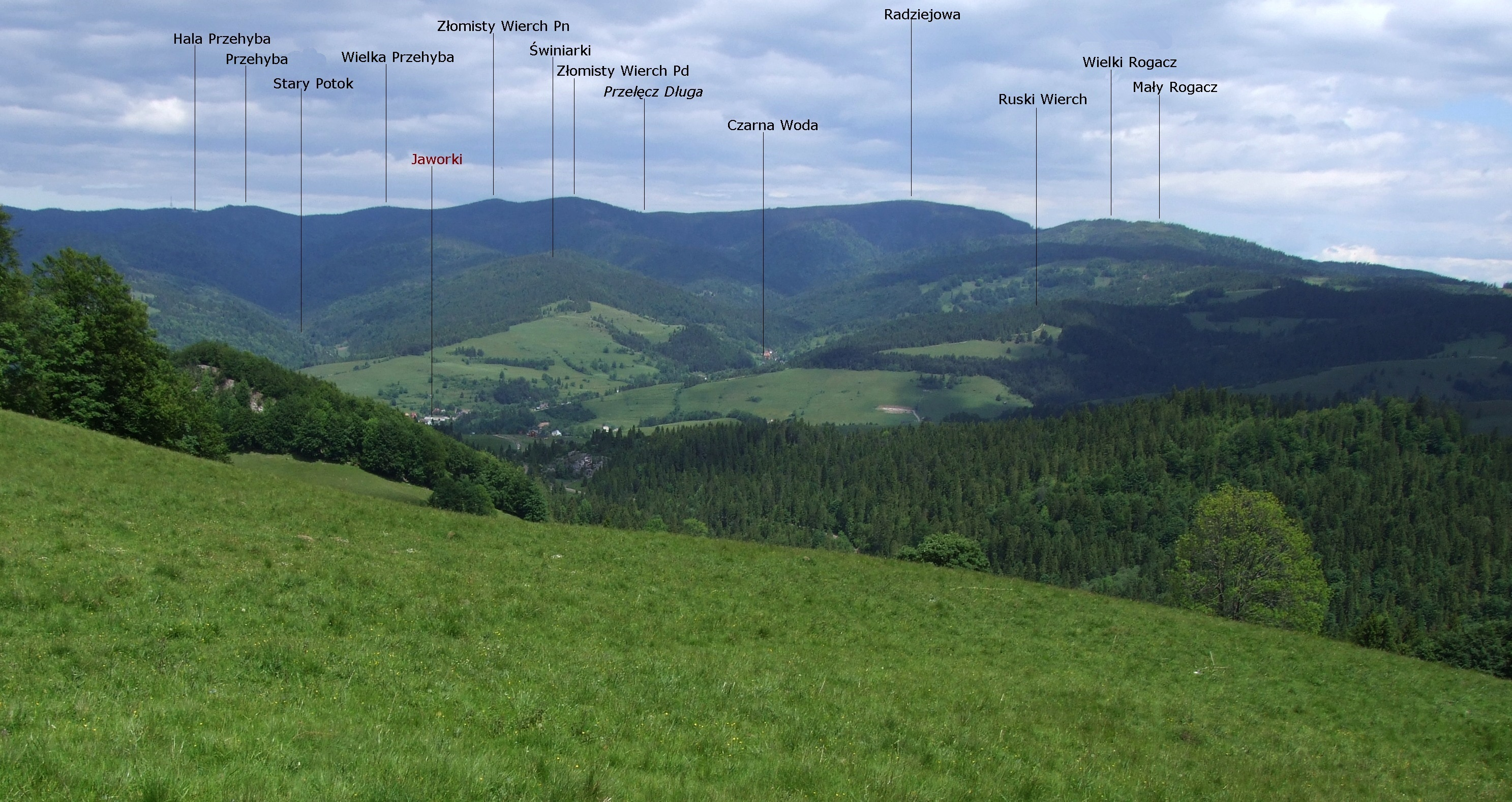
Widok spod Durbaszki

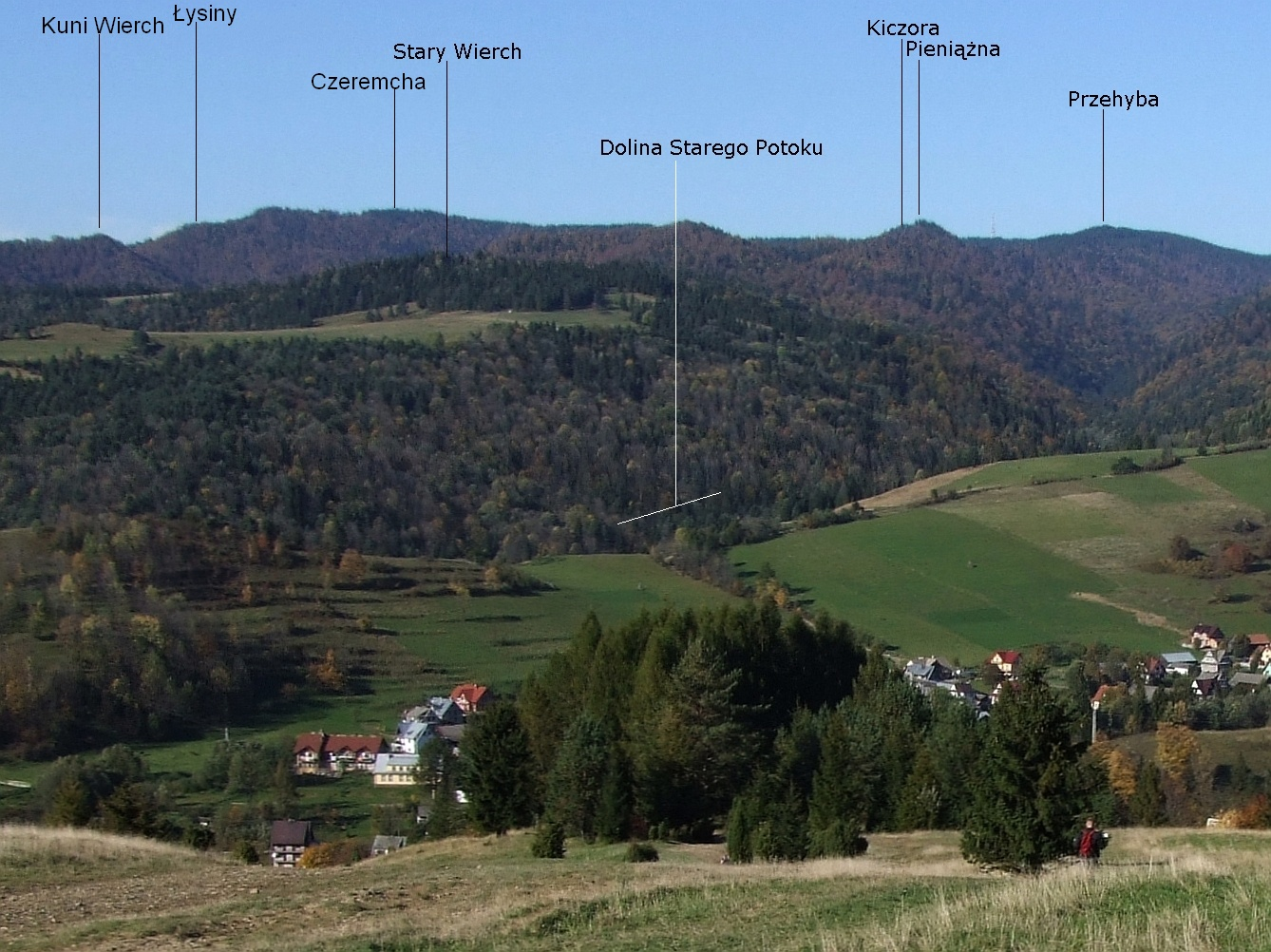
Fragment Pasma Radziejowej

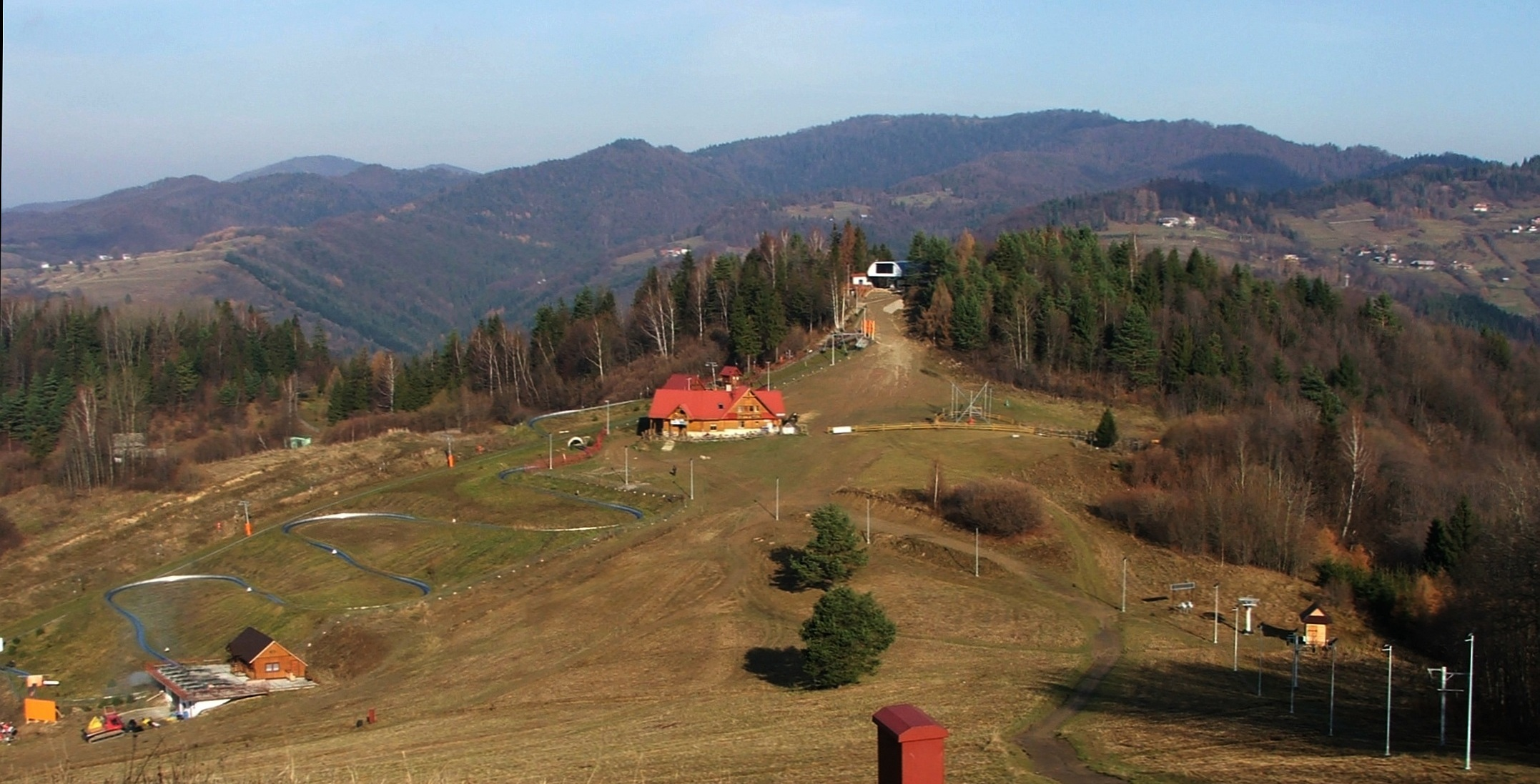
Palenica i Dzwonkówka (w tle)

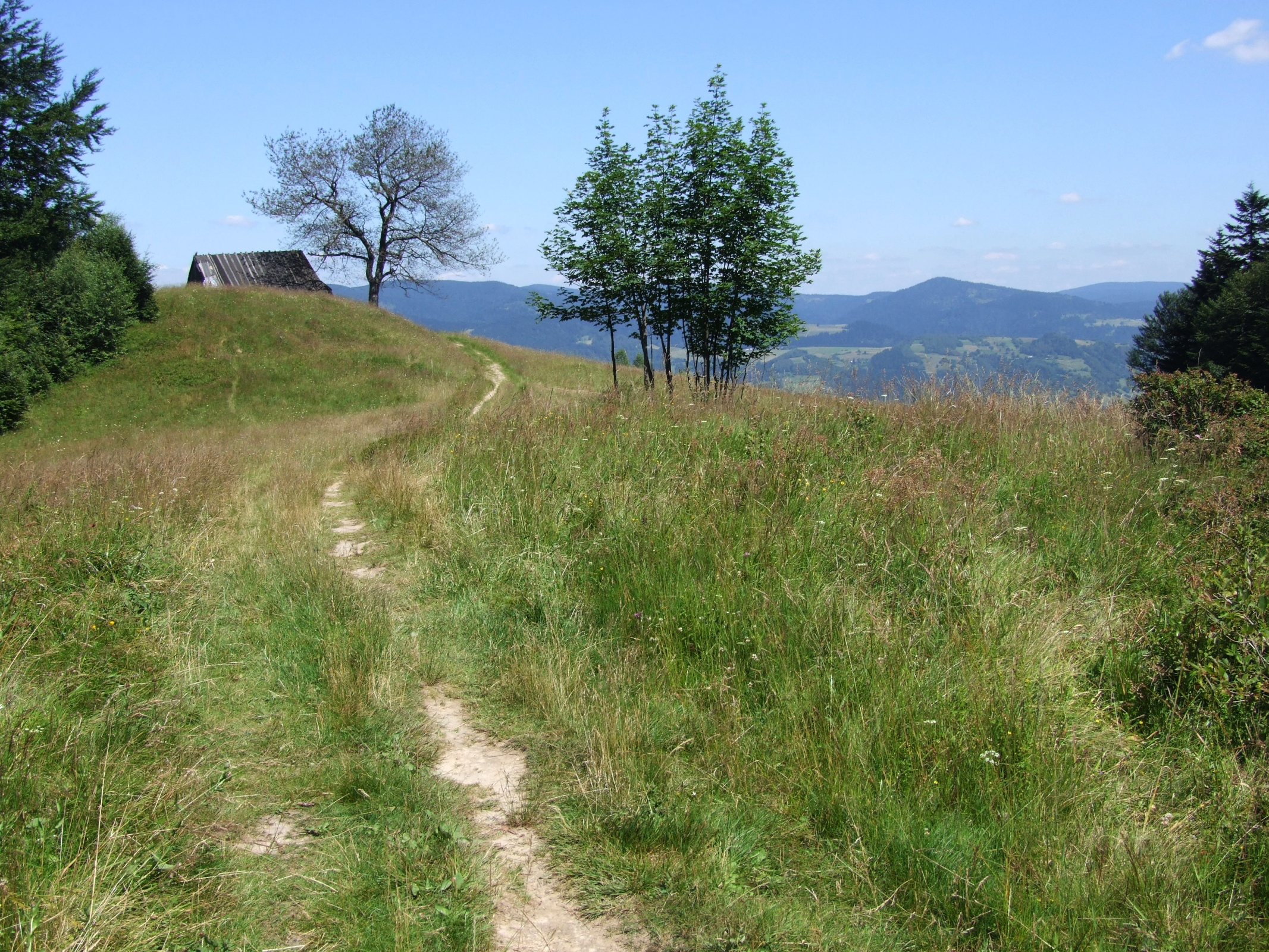
Polana Poczekaj

Pasmo Radziejowej – pasmo górskie w Beskidzie Sądeckim będące obok Pasma Jaworzyny jedną z jego dwóch głównych części. Rozciąga się od doliny Dunajca na zachodzie po Przełęcz Gromadzką na wschodzie. Znajdują się w nim wszystkie szczyty Beskidu Sądeckiego wznoszące się powyżej 1200 m n.p.m., łącznie z najwyższą Radziejową, od której pasmo zostało nazwane.

## Topografia
Główny grzbiet Pasma Radziejowej przebiega od doliny Dunajca w okolicy Łącka początkowo na południe, kulminując w Cebulówce, Koziarzu i Jaworzynce, aż do szczytu Dzwonkówki. Tam zmienia kierunek na równoleżnikowy, biegnąc na wschód. Obniża się na przełęcz Przysłop, by potem wznieść się ku kulminacji Skałki. Następnie przebiega przez Prehybę, Wielką Prehybę, gdzie skręca na południe. Dalej, kierując się przez bliźniacze szczyty Złomistego Wierchu Północnego i Południowego oraz Przełęcz Długą, osiąga najwyższy szczyt – Radziejową. Stąd obniża się na przełęcz Żłobki, wznosząc się potem na Wielki Rogacz i opadając do Przełęczy Gromadzkiej. Przełęcz tę uznaje się za umowną granicę między Pasmem Radziejowej a Górami Lubowelskimi (słow. Ľubovnianska vrchovina). Nie jest to jednak koniec pasma, biegnie ono dalej przez Eliaszówkę aż po przełom Popradu oddzielający go od Pasma Leluchowskiego (Gór Leluchowskich). Pasmo Radziejowej w sposób tak ciągły przechodzi w Góry Lubowelskie, że w istocie jest to jedno pasmo. Różnica nazw związana jest z innym podziałem mezoregionów w Polsce i na Słowacji. Od północy stoki Pasma Radziejowej opadają do doliny Dunajca i Popradu, od południa do Dunajca, Grajcarka i Białej Wody po przełęcz Rozdziele, oddzielającą je od Pienin.
Od Pasma Radziejowej odbiegają liczne grzbiety boczne. Większość ma przebieg południkowy i ciągnie się po doliny Dunajca na północy i zachodzie oraz Grajcarka i Białej Wody na południu. Do największych należą grzbiety odbiegające:
- na północ:
  - z Rokity przez Bucznik
  - ze Skałki przez Jasiennik i Będzikówkę
  - z Wielkiej Przehyby (część północna – Zgrzypy, część wschodnia – Wietrzne Dziury)
  - z Wielkiego Rogacza przez Międzyradziejówki do Kordowca
- na południe:
  - z Dzwonkówki (Bereśnik, Bryjarka)
  - z Przehyby na południowy zachód (Czeremcha, Łysiny, Kuni Wierch, Gabańka)
  - z Przehyby na południe (Góra Pieniążna, Kiczora, Stary Wierch, wraz z bocznymi odgałęzieniami)
  - z Małego Rogacza przez Ruski Wierch na południe
  - z Obidzy przez Szczob na przełęcz Rozdziele

## Hydrografia
Przez samo Pasmo Radziejowej nie przepływają żadne większe rzeki; Dunajec oraz Poprad płyną jego granicą. Nie występują jeziora ani stawy. W dolinach płyną jednak liczne potoki, z których ważniejsze to: Obidzki Potok, Jaworzynka, Przysietnicki Potok, Roztoczanka (Wielka Roztoka), Mała Roztoka, Skotnicki, Sopotnicki, Sielski, Stary Potok, Czarna Woda, Biała Woda oraz Czercz. Są to przeważnie dopływy Dunajca lub Grajcarka, tylko Czercz oraz Mała i Wielka Roztoka uchodzą do Popradu. Na Sopotnickim Potoku jest wodospad Zaskalnik, a na Majdańskim Potoku Wodospad Wielki.

## Polany w Paśmie Radziejowej
Polany stanowią kilkusetletni epizod w dziejach tych gór. Dawniej było ich znacznie więcej i zajmowały dużo większą powierzchnię. W okresie przeludnienia Podhala (koniec XIX w. i dwudziestolecie międzywojenne) Beskidom groziło wylesienie: każdy nadający się skrawek ziemi został zamieniony na pole orne bądź pastwisko. Tylko prawa własnościowe (znaczna część lasów była własnością hrabiego Adama Stadnickiego) uchroniły lasy przed wycięciem. Zalesianie polan rozpoczęło się po 1947, gdy wysiedlono Łemków. Nowi osadnicy zajęli tylko lepsze pola w dolinach, polany na grzbietach gór sztucznie zalesiano. Te nie zalesione zaczęły samorzutnie zarastać w wyniku naturalnej sukcesji wtórnej. Po 1990 r. zaprzestano również z powodu nieopłacalności ekonomicznej wypasu owiec i bydła na pozostałych polanach w wyższych partiach gór. W 2010 ostały się jeszcze m.in. polany: Cyrla nad Zbyszowską, Głucha Dolina, Hala Konieczna, Herślowa Polana, Jasionowa, Kanarkówka, Kolebisko, Kordowiec, Kramarka, Krótka Polana, Litawcowa, Maćkowska Polana, Magorzyca, Paszkowa, Niemcowa, Paszkowa, Poczekaj, Przysłop, Smutkowska Polana, Stos, Trześniowy Groń, Wdżary Wyżne, Wychody.

## Turystyka
Ośrodki turystyczne
Głównym ośrodkiem turystycznym jest leżąca na granicy Beskidu Sądeckiego i Małych Pienin Szczawnica. Jest to miejscowość przede wszystkim uzdrowiskowa, są tam źródła wód mineralnych, a baza turystyczna jest najbardziej rozwinięta. W samych górach są dwa schroniska PTTK: pod Bereśnikiem oraz na Przehybie, oraz trzy inne schroniska: studencka Chatka pod Niemcową, Bacówka na Obidzy i Chata Kordowiec.
Na opadających ku dolinie Czercza stokach Eliaszówki, w części Piwnicznej-Zdroju zwanej Suchą Doliną, znajduje się kompleks wyciągów narciarskich. Jest to jeden z większych w regionie ośrodków turystyki zimowej.
Szlaki turystyczne
 Główny Szlak Beskidzki na odcinku Krościenko – Przehyba – Radziejowa – Rytro
 Jaworki – Przełęcz Gromadzka – Piwniczna-Zdrój
 Szczawnica – Bryjarka – Bereśnik – Dzwonkówka – Jaworzynka – Łącko
 Stary Sącz – Przehyba
 Piwniczna-Zdrój – Kamienny Groń – Złotułki – Chatka pod Niemcową
 Tylmanowa – Jaworzynka
 Szczawnica – Przehyba – Jazowsko
 Przełęcz Gromadzka – Eliaszówka – Piwniczna-Zdrój
 Barcice – Wdżary Wyżne
 Szczawnica – Przehyba – Wietrzne Dziury – Rytro
 Obidza – Rokita – przełęcz Przysłop
 szlak Tarnów – Wielki Rogacz na odcinku przełęcz Rozdziela – Przełęcz Gromadzka – Wielki Rogacz